# Nísibis
Nísibis (turc: Nusaybin; kurd: Nisêbîn; àrab: نُصَيْبِين, Nuṣaybīn; siríac: ܢܨܝܒܝܢ, Nṣībīn o, actualment, ܨܘܒܐ, Ṣōbā; grec antic: Νίσιβις, Nísibis, després Nísibis, Nizibis, Nísibe o Nisibe i Nisibin; armeni: Մծբին, Mçbin; llatí: Nisibis) és una ciutat a la província de Mardin, al sud-est de Turquia, i situada a 128 km al sud-est de Diyarbakır. No s'ha de confondre amb Nisibis o Nisibin al-Rum, la moderna Nizib, situada més a l'oest, a la província de Gaziantep. És a la vora del riu Görgarbonızra Çayı (clàssic Myonios, àrab antic Hirmas, siríac Nehar Masa o Mashi) a una plana al sud del massís de Tur Abdin. Les terres entre Nusaybin i el Tigris foren anomenades pels cristians siríacs com Nerth Arabaye i pels armenis com Arvastan.
La ciutat avui dia és de majoria kurda però anteriorment era de majoria siríaca-armènia amb població àrab; els arameus/assiris/siríacs formen avui dia una petita minoria. El 2009 tenia 83.832 habitants. Es troba prop de la frontera siriana. A l'altra banda hi trobem la ciutat d'al-Qamixli. Ambdues ciutats estan separades per riu Jaghjagh.

## Història

### Estat arameu

Estats arameus a Mesopotàmia al

No se sap si fou un antic establiment hurrita anomenat Nawar o Nawali. Al segle x s'hi havien establert els arameus als quals els assiris esmenten com temanites, denominació que donaven als clans establerts al sur del Tur Abdin. Alguns historiadors suggereixen que va tenir un desenvolupament independent sota els arameus, però el seu nom sembla correspondre be a Nawar ya que Nasibin, el seu nom arameu, vol dir "(ciutat establerta) entre pilars sagrats" i Nawar del nord era un centre de culte amb un important temple. El seu nom assiri fou Nasibina (o Nasipina). El 901 aC i el 900 aC és el rei Nur Hadad es va oposar a Adadnirari II (912-891 aC) però va acabar pagant tribut. En una inscripció el rei diu que fou sotmès el país entre Pauza (Pa-zi) i Nasabina però això no sembla suposar un gran territori, ja que Pauza devia estar a pocs quilòmetres, probablement prop del riu situat immediatament a l'oest del que banyava la ciutat. El 896 aC va refusar pagar el tribut, però quan el rei va marxar a la zona amb el seu exèrcit es va rendir sense lluitar i fou enviat a Assur on segurament va acabar executat. Posteriorment les tropes reials assíries van creuar diverses vegades per la zona sense ser molestades el que implica una submissió permanent. El 852 aC apareix a la llista d'epònims com a seu d'un governador provincial anomenat Shamash-Abua.

### Antiguitat
Va romandre en poder d'Assíria encara després de la caiguda d'Haran, el 609 aC, però entre el 608 i el 606 aC va passar als babilonis fins al 536 aC quan va quedar sota l'imperi Aquemènida. Alexandre el Gran la va ocupar el 332 aC. Després de pertànyer a alguns dels seus diàdocs va quedar en poder de Seleuc I Nicàtor. Fou probablement el seu fill Antíoc I Sòter (rei 281 aC-261 aC) que la va refundar com Antioquia de Migdònia (Αντιόχεια της Μυγδονίας) sent esmentada per primer cop per en temps d'Antíoc III el Gran contra Moló de Mèdia. Plutarc esmenta que la ciutat fou repoblada amb gent d'Esparta. El seu nom siríac fou Soba., el seu nom armeni Մծբին Mtsbin, i el seu nom henreu נציבין Netzivin". Fou la capital de la regió de Migdònia.
El 69 aC Tigranes II d'Armènia en la lluita contra els romans es va retirar cap al nord, a l'Armènia pròpia junt amb totes les tropes dirigides pel governador de Síria Magadates, deixant la zona del sud del Tigris defensada pel seu germà Guras a la fortalesa de Nisibe, i el seu lloctinent Mankaios a Tigranocerta. Lucul·le va arribar davant Tigranocerta, i en va ocupar la rodalia i algun palau fora ciutat, però els mercenaris grecs i cilicis van resistir amb coratge i van usar nafta en flames, versió armènia del foc grec. Mentre ja estaven arribant a la regió del llac Van les forces enviades pels vassalls: els reis d'Adiabene i Atropatene amb els seus exèrcits, i nombrosos contingents d'ibers, albans i àrabs. Al mateix temps Mitridates marxava cap a la regió amb els seus lleials, precedit pel seu general Taxil, i va avançar cap a Tigranocerta on va entrar i sortir a través de les línies romanes. Lucul·le, assabentat de l'arribada del rei armeni, va deixar davant la ciutat sis mil homes sota el comandament del seu lloctinent Murena i amb la resta, uns dotze mil homes i tres mil cavallers, va sortir a buscar a Tigranes. El combat decisiu ocorregué el 6 d'octubre del 69 aC a la riba del Tigris, probablement una mica més amunt del lloc de confluència del Centrites (Bohtan). Lucul·le, amb una brillant estratègia, va obtenir una victòria completa i Tigranes i els seus es van retirar, però Síria i la regió al sud del Tigris ja es podia donar per perduda. Els mercenaris grecs i cilicis a Tigranocerta van desertar i Lucul·le i feu la seva entrada i va permetre el retorn a casa seva de tots aquells que ho volien, especialment els grecs. Els dinastes locals van haver d'acceptar el protectorat romà, entre ells el rei de Commagena, Antíoc. Els romans van passar l'hivern a la Corduena. Nisibe encara resistia sota la direcció de l'enginyer grec Calimac. Tigranes va recórrer Armènia i va reunir un nou exercit per passar a l'atac al bon temps de l'any següent, és a dir a la primavera del 68 aC. Oficials grecs van instruir a tota presa a quaranta mil soldats i trenta mil cavallers, armenis, ibers i gent de Mèdia, entre d'altres. Aprofitant els saquejos dels temples i santuaris que feien els romans, es va poder donar a la lluita un caire de defensa de la nació i de la religió. A la primavera del 68 aC Lucul·le va decidir atacar Artàxata, al cor d'Armènia, i va sortir de Migdònia, davant de Nísibis, cap a aquella capital una mica tard, ja a l'estiu i va tenir problemes de subministraments sobre el terreny a causa del clima. Tigranes, acompanyat de Mitridates, van refusar la batalla frontal, i amb la cavalleria intentaven evitar el proveïment dels romans. Per forçar el combat Lucul·le va pujar l'Arsànies (Murad Su) cap a Artàxata. Prop d'un riu a la vora de Malazgird els armenis van presentar batalla. Finalment Lucul·le va poder conservar el camp i els armenis van perdre cinc mil homes, però després de la batalla els romans van quedar molt afeblits. L'estiu s'estava acabant i en avançar cap al nord el fred es va fer sentir. L'avanç no portava enlloc (Artàxata era encara lluny) i aviat les aigües es glaçaven i el menjar mancava; la gent del país era hostil i les forces armènies i els seus aliats els atacaven en punts estratègics. Les legions amenaçaven d'amotinar-se i Lucul·le va haver d'ordenar la retirada. A la tardor es va presentar davant Nisibe, que finalment fou conquerida.

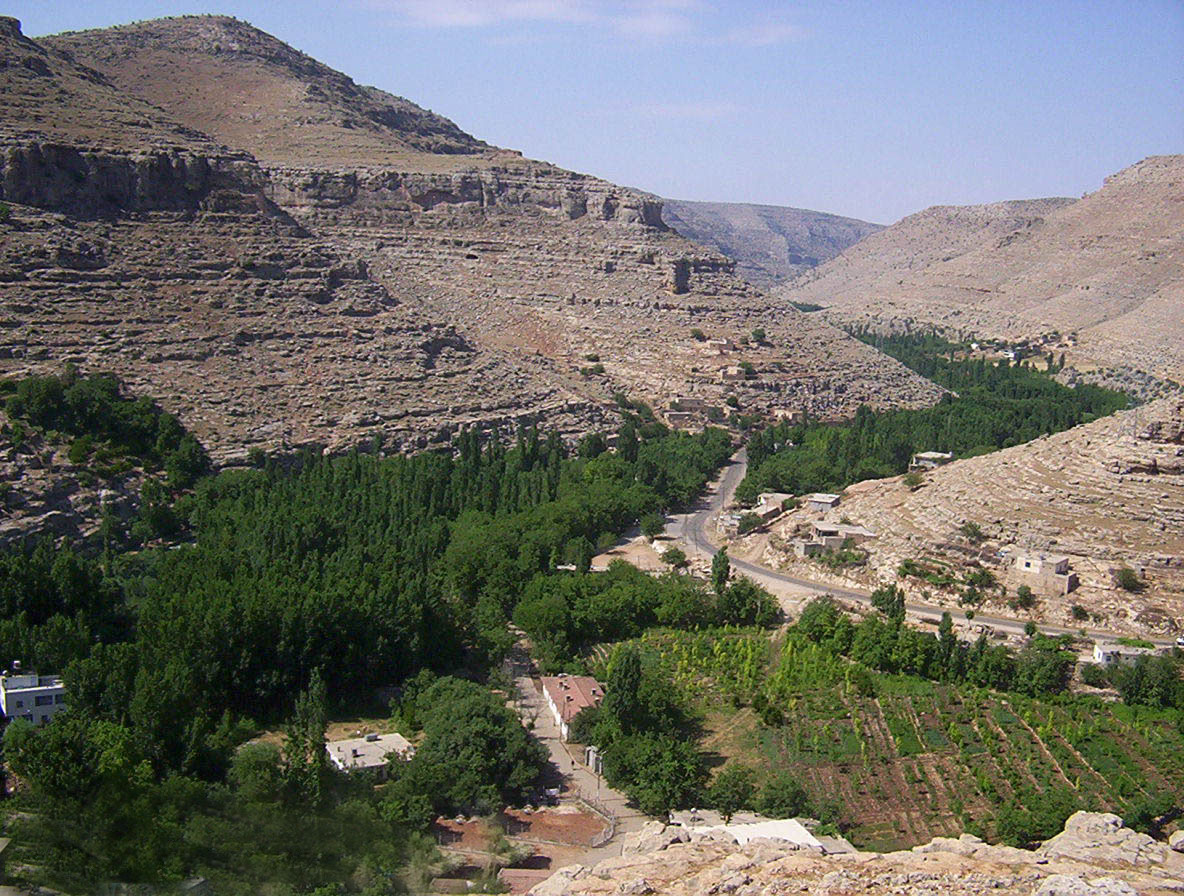
La vall de l'aigua blanca

El 66 aC el rei Tigranes, en fer la pau amb els romans, va cedir els regnes de Commagena i Osroene, i els territoris de Migdònia i Síria a Roma, quedant així la ciutat sota domini romà. Al segle i hi va viure Judah ben Bethera que hi va fundar una famosa yeshiva. Després de la guerra els romans van mantenir una relació especial amb Osroene i Commagena que la república va reconèixer com independents i aliats; els territoris més orientals (la Migdònia) amb Nísibis foren retornats a Armènia pels romans el 62 aC i segurament també Osroene en va rebre una part (al sud de Nísibis). Des del 60 aC el regne d'Osroene es va acostar a l'Imperi Part, la influència del qual va ser bastant forta al regne, però sense trencar les seves bones relacions amb el romans; Plini el Vell diu que els seus habitants eren àrabs i dona al seu rei el títol de filarca o toparca dels sarraïns. El 54 aC els romans van demanar al rei Abgar II la seva aliança contra els parts; el rei va nedar entre dues aigües, va acceptar però al mateix temps assegurava als parts la seva bona disposició; el 53 aC el rei va conduir a les forces romanes de Marc Licini Cras Dives I a una posició desfavorable en la guerra a conseqüència del que el romà fou derrotat en la batalla de Carrhae i la zona va caure per molt de temps sota influència dels parts, si bé Nísibis restava en mans del regne d'Armènia.
El perses van enderrocar al rei d'Armènia Axidares el 113 i van posar al tron a Partamasiris. Això va causar la guerra i Trajà va ocupar Armènia i mort el rei Partamasiris va optar per l'annexió. Així Nisibin tornava a ser domini romà. Aquesta campanya li va valer a l'emperador el títol de Pàrtic (Particus). Però a la mort de Trajà, Mesopotàmia i la major part d'Armènia fou abandonada pel seu successor Adrià (117). El romans van conservar una part d'Armènia on van tenir reis vassalls, però Nísibis va quedar en mans dels parts.
El 194 aC fou ocupada per Septimi Sever, durant una guerra entre els parts i Roma que va donar als romans el control de Mesopotàmia. L'emperador hi ha establir una colònia (Septimia Nesibi Colonia Metropolis) i la va fer capital provincial.
Després de la caiguda de Caracal·la (216) Mesopotàmia, envaïda pels parts i el problema només va poder ser negociat per l'emperador Macrí que va haver de recórrer a les armes, i el combat va resultar poc favorable per a Roma. Macrí va perdre la decisiva batalla de Nísibis (217), i com a resultar es va veure obligat a negociar amb els parts, que el van forçar a pagar una immensa indemnització de 200 milions de sestercis a Artaban V a canvi de mantenir una treva.
El 240 el perses sota Sapor I van ocupar la fortalesa d'Hatra pels perses (240) iniciant-se una guerra; els perses van avançar per Mesopotàmia; Gordià III va aixecar un exèrcit el 242 i va passar l'hivern a Antioquia des d'on va lluitar en repetides batalles contra els sassànides, als que va arrabassar Hatra, Nísibis i Carres i els va derrotar en la batalla de Resaena (moderna Ras al-Ain, prop de Nísibis). La proclamació de Filip l'Àrab, prefecte pretorià, com a corregent, va minar l'autoritat de Gordià III i va portar a la retirada romana cap a la frontera quan podien haver arribat a Ctesifont; en la retirada Gordià III va morir o fou assassinat l'11 de febrer del 244 amb 19 anys; algunes fonts pensen que Gordià va morir terres perses endins, com Eusebi de Cesarea, Zòsim i Zonaràs. Llavors Filip va fer un tractat d'amistat amb Sapor i va acabar la guerra i fins i tot va cedir Armènia i Mesopotàmia, encara que després va trencar el tractat; segons els sassànides a la seva inscripció trilingüe, romans i perses van lliurar una batalla a la frontera d'Asurestan (Assíria) a un lloc anomenat Misike on l'Eufrates corria prop del Tigris, i en aquesta batalla va morir Gordià (les versions romanes que accepten la mort de Gordià en combat diuen que va caure de cavall i va morir de les ferides); els romans van proclamar emperador a Filip que va demanar la pau i va pagar 500.000 denaris de rescat per les seves vides i va esdevenir tributari sassànida. Aquesta versió és considerada més probable pels moderns historiadors. Sapor va incorporar l'Armènia occidental sota domini romà i va commemorar la seva victòria amb un relleus a la roca a Fars el principal dels quals a Darabgerd. Així sembla que la cessió de Mesopotàmia no es va fer efectiva i Nisibin va restar en mans romanes.
En una nova guerra del 252 al 256 i els relats són contradictoris. De les narracions dels autors romans sembla que abans del 250 Roma va negar el tribut als sassànides i es va annexionar altre cop Armènia occidental; Sapor va respondre amb la invasió de Mesopotàmia vers el 250, però es va haver de retirar per un conflicte que va esclatar al Gran Khorasan. El 252 va envair territori romà i va aniquilar a una força de seixanta mil romans a Barnalissus (moderna Qalat al-Balis) a l'esquerra de l'Eufrates i va assolar la província de Síria i dependències conquerint trenta-sis fortaleses; altres campanyes es van desenvolupar el 253, 254, 255 i 256 sempre amb Antioquia com a objectiu dels perses; al començament (vers el 252) fou recuperada Armènia i el fill del rei, Ormazd Ardashir fou nomenat rei (Artavasdes VII d'Armènia); també fou ocupada Geòrgia (Ibèria) i el regne fou posat sota autoritat d'un alt oficial, el bidaxsh, amb l'encàrrec de vigilar els passos del Caucas; a partir del 253 Artavasdes VII d'Armènia també va atacar als romans i va entrar a Capadòcia; Sapor es va emportar de Síria a molta gent que va establir al seu regne. La guerra es va aturar el 256. Nísibis no s'esmenta però sembla que va caure en mans dels perses.
El 260 la guerra es va reprendre i es va desenvolupar entre Carrhae (Haran) i Edessa; els perses van assetjar aquestes ciutats i l'emperador Valerià I hi va anar amb 70.000 homes, i es va lliurar una gran batalla a l'oest de Carrhae, en la qual Valerià fou derrotat i fet presoner junt amb molts oficials, el prefecte del pretori, senadors i altres notables, que foren portats a Pèrsia; Síria fou assolada igual que Cilícia i Capadòcia i altre cop es van conquerir 36 fortaleses; els ciutadans agafats eren portats a terres d'Iran, a les regions de Persis, Pàrtia, Khuzestan i Asoristan (Babilònia) entre altres províncies. Sapor va tornar a Ctesifont avançat el 260; potser en la tornada (en tot cas en data incerta) el perses van perdre una part del botí per un o diversos atacs dels àrabs de Palmira sota el seu xeic Odenat, aliat romà, però aquest fet, presentat com la revenja romana de la derrota de Valerià, en realitat cal considerar-ho normal per la dificultat de transportar milers de captius i carros plens de material a través del desert en una zona que els àrabs coneixien bé, i de fet els perses van tenir un èxit en la seva tasca, ja que la major part del botí i dels captius van arribar a la seva destinació. Per aquests fets Odenat (II) fou nomenat per Galiè com a governador de Síria i Mesopotàmia i el va associar a l'Imperi amb el títol d'august d'Orient (263). El 264 Odenat va ocupar Nísibis i Carres i el 265 va conquerir part d'Armènia i Capadòcia que estaven en mans del perses. Odenat II va morir el 267 assassinat pel seu cosí o nebot Meoni (Maeonius) potser amb coneixement de la seva muller Zenòbia i el va succeir el seu fill Vabalat sota regència de Zenòbia. Nísibis va restar en mans d'aquesta fins que l'emperador Lluci Domici Aurelià va decidir posar fi a la seva dominació a Orient i el 272 la va derrotar en dues batalles, una prop d'Antioquia i una prop d'Emesa. Zenòbia es va retirar a Palmira i fou assetjada. Va demanar ajut als perses que no li van enviar, i finalment va haver de fugir però fou capturada a la vora de l'Eufrates per la cavalleria lleugera d'Aurelià.

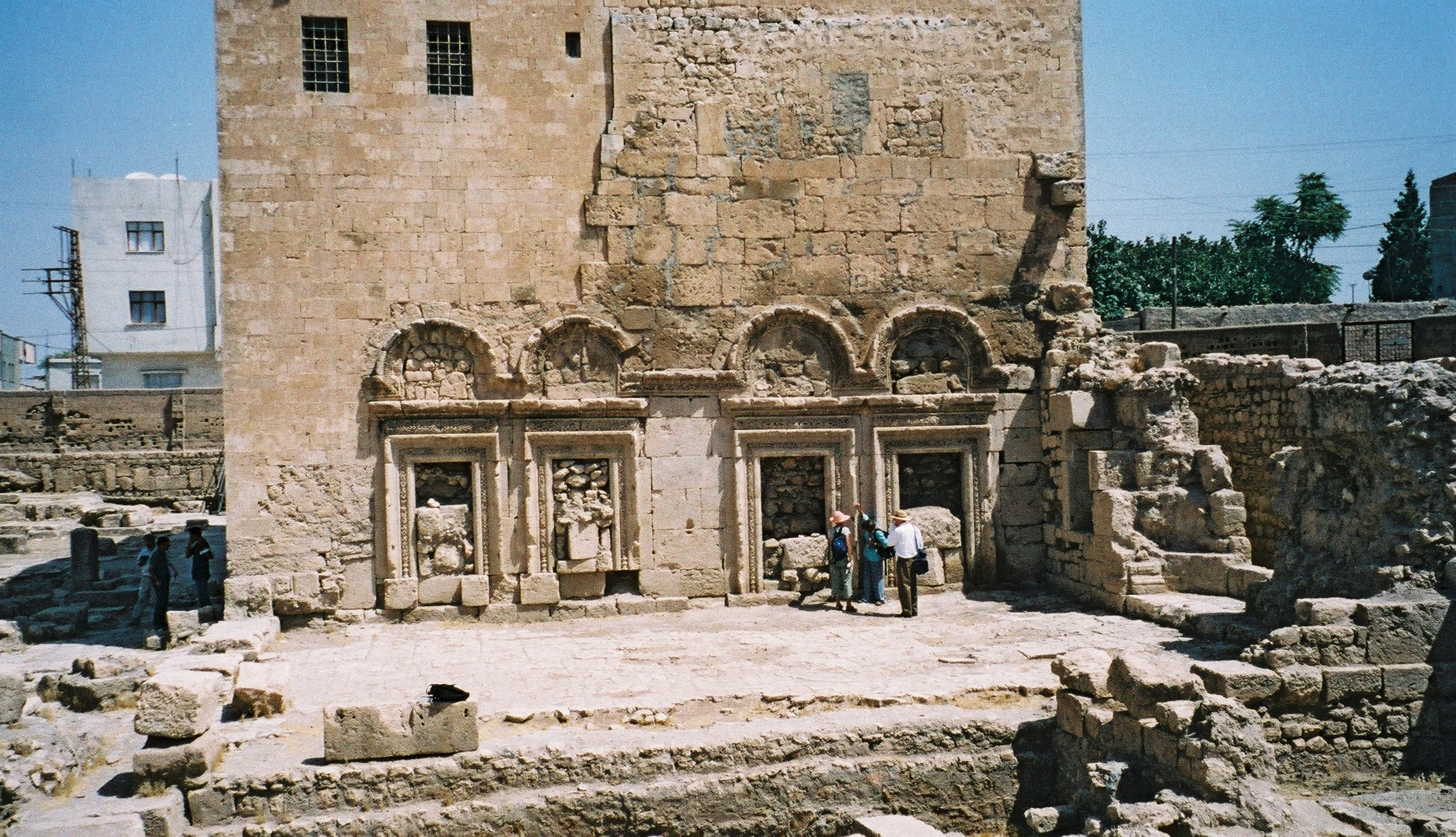
Escavació de l'església de Sant Jacob a Nísibis.

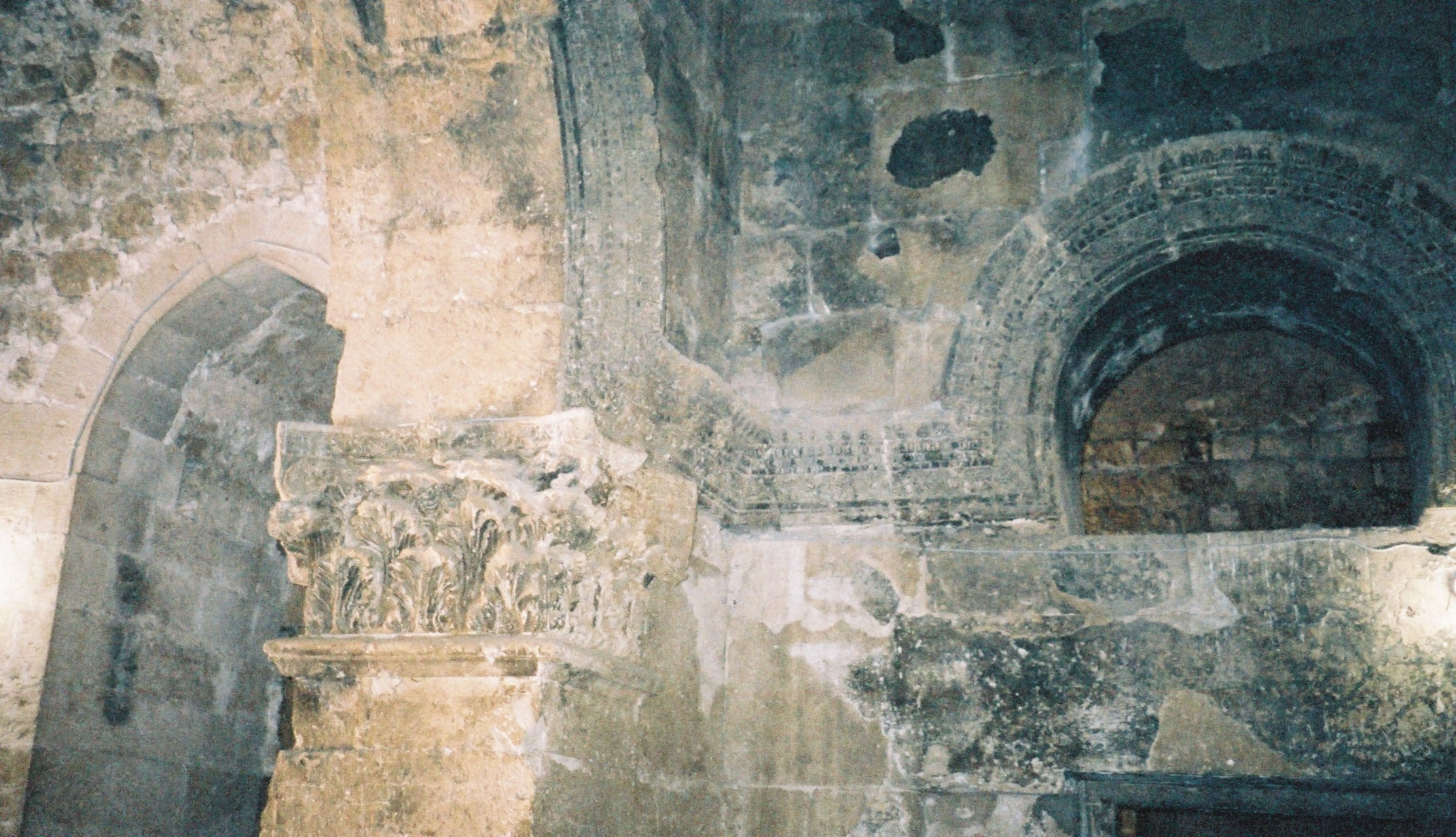
Interior de l'església de Sant Jacob

Vers 271 va començar la lluita per Mesopotàmia que hauria dominat en part i segurament Nísibis; la guerra va continuar i fins al regnat de Marc Aureli Probe (276-282) no es va signar un tractat de pau, però es va trencar al cap d'uns tres o quatre anys (283), doncs aprofitant les lluites dels perses a l'orient els romans van arribar fins a Ctesifont que van ocupar fàcilment però es van retirar per la mort en misterioses circumstàncies de l'emperador Marc Aureli Car (283) dirigits pels seus fills Carí i Numerià. Bahram I va signar poc després un tractat de pau amb Dioclecià que havia estat proclamat emperador, en part pressionat per la necessitat de fer font a la revolta del seu germà que era governador (kushanshah) de Khurasan.
El 297 l'emperador Galeri va entrar a Armènia on ja era Narses de Pèrsia; amb el suport dels armenis va sorprendre el camp persa i va derrotar a Narses que va haver de fugir; la dona del rei, les seves germanes i alguns dels seus fills foren fets presoners. Tota la Mesopotàmia oriental va tornar als romans i Tiridates III va conservar el tron armeni.
El 337 va trencar la pau signada entre Narses I i Dioclecià el 297 o 298, i que havia durat 40 anys, i va començar una guerra que va durar 26 anys (337-363) en dues fases, la primera del 337 al 350. En aquesta fase els perses van recuperar Armènia i van iniciar una campanya militar contra els romans que no va tenir èxit, sent rebutjats davant Sindjar (344); també va intentar conquerir Nísibis (que va assetjar tres vegades en debades el 338, 346 i 350) i Amida. Al mateix temps, a més de no progressar, va ser atacat pel nòmades, entre els quals els huns quionites. La segona fase de la guerra es va iniciar el 358 i aquesta vegada va ser més favorables als perses. El 359 va conquerir Amida després d'un setge de 73 dies i a l'any següent va ocupar Sindjar i altres fortaleses però Nísibis va resistir i fou seu de la Legio I Parthica. Llavors estava tan fortificada que Ammià Marcel·lí l'esmenta com urbs inexpugnabilis (ciutat inexpugnable) i murus provinciarum (mur de les províncies). El 363 l'emperador Julià l'Apòstata va avançar cap a Ctesifont, però va morir en la retirada. El seu successor Jovià va fer un tractat de pau vergonyant pel que va cedir a Pèrsia tots els districtes més enllà del Tigris (adquirits el 298) així com les importants fortaleses de Nísibis i Sindjar, a més de deixar el camp lliure als perses a Armènia. La població de Nísibis volia restar a la ciutat però l'emperador els va obligar a marxar i els va donar només tres dies per evacuar. Ammià Marcel·lí el critica durament (fou l'opinió general romana a l'època).

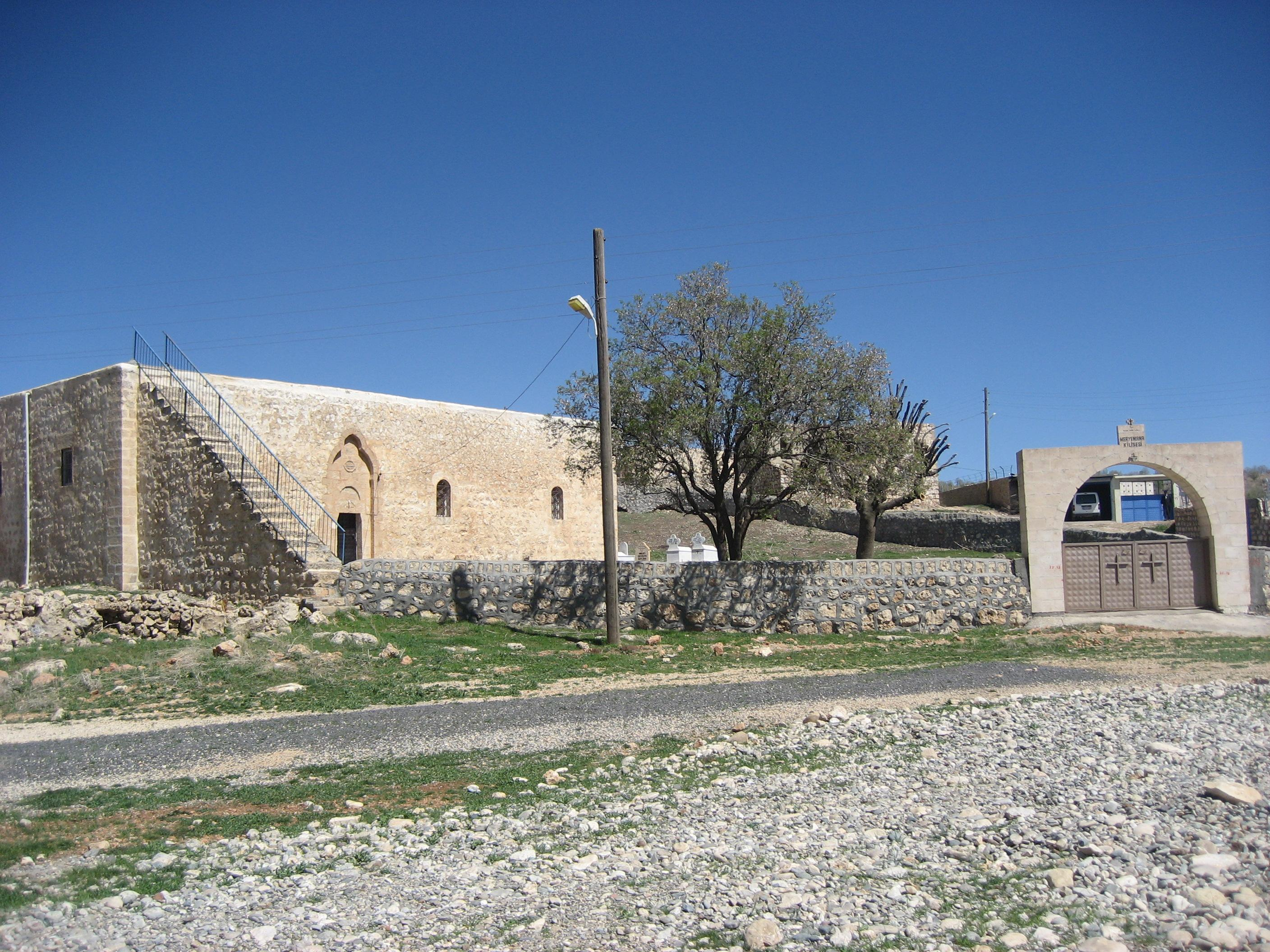
Església de Santa Maria a Sederi

Des de vers el 300 es va establir a Nísibis un bisbe cristià; el primer fou Babu, mort el 309. Durant el primer dels setges del segle iv era bisbe Jacob de Nísibis (+ 341). Va seguir Babu II i després Valarsh del 346 al 350. Efraïm de Síria va néixer a la ciutat el 306 i hi va restar fins al 363 (va morir el 378). Més tard els bisbes de Nísibis foren els metropolitans de la província de Bit Arbaye; el 410 tenia 6 bisbats sufraganis i en aquest segle va esdevenir la principal seu de l'Església oriental després de Selèucia del Tigris (Ctesifont) i entre els bisbes famosos cal esmentar a Barsumes (del 435 al 485), Osees 485 a després del 496), Narses, Jesusyab i Ebed-Jesus.
La primera escola teologica, filosofica i medica de Nísibis es va fundar amb la introducció del cristianisme per elements assiris/siríacs, però fou tancada el 363 quan va passar als perses i Efraïm de Nísibis la va refundar a territori romà a Edessa. Al segle v aquesta escola fou el centre del nestorianisme i fou tancada per l'arquebisbe Cir el 489 i els expulsats van retornar a Nisisis dirigits per Barsumes i amb suport del rei persa va poder restablir l'escola. Problemes al segle vi van permetre el desenvolupament d'escoles rivals especialment a Selèucia, però va restar important fins a la fundació de l'escola de Bagdad (832).
El 530 es va lliurar a Nísibis la segona batalla d'aquest nom, entre sassànides i romans d'Orient. Els romans d'Orient manats per Belisari van ser derrotats per les forces de Cobades I amb suport dels làkhmides.

### Edat mitjana
El 639 Iyad ibn Ghanim al front d'un contingent àrab va atacar la fortalesa i la va ocupar després de curta resistència; la població es va sotmetre amb les mateixes condicions acordades a Edessa. El 684 es va revoltar a Nisibin el cap kharigita Burayda i la ciutat va resistir fins al 687 o 688. El 717 la vila fou afectada per un terratrèmol. Encara el 758/759 el metropolità Ciprià va acabar l'altar i el cor de la catedral.
Excepte per qüestions menors i locals no és esmentada altre cop fins al 927/928 quan fou atacada per un grup de càrmates, junt amb Kafartuha i Ras al-Ayn. El 940 l'hamdànida Sayf al-Dawla va sortir de la ciutat en la seva expedició contra Armènia. Fou ocupada temporalment pels romans d'Orient en l'expedició de Joan Kurkuas del 942, que també es va apoderar de Mayyafarikin i Arzèn. Sembla que llavors Nisibin estava en mans de l'hamdànida Nàssir-ad-Dawla, a la mort del qual el seu fill Abu l-Muzaffar Hamdan fou per un temps governador de Nisibin. El domèstic armeni Mleh amb forces romanes d'Orient, va atacar la ciutat el 12 d'octubre del 972 i va fer una carnisseria. El turcmans oghuz hi van fer el primer atac el 1043.
El sultà seljúcida Ghiyath al-Din Muhammad I Tapar o Muhàmmad ibn Màlik-Xah (1105–1118) va enviar el 1106 a Abu Mansur al-Djawali, senyor de Mossul, a Nisibin, per lluitar contra els francs. Poc després la ciutat va caure en mans de l'ortúquida Ilghazi Nadjm al-Din; el sultà la va donar en feu a l'amir Mawdud ibn Altuntakin (1108/1109) però Ilghazi la va recuperar el 1119/1120; el 1121/1122 el sultà Mahmud II ibn Muhàmmad ibn Màlik-Xah (1118-1131) la va concedir a l'amir Bursuki junt amb Mossul, Djazirat Ibn Umar i Sindjar. Els croats van arribar el 1128/1129 fins a Amida, Nisibin i Ras al-Ayn. El 1134 es va revoltar a Nisibin el governador Babak, designat per l'atabeg Zengi; Babak va fer destruir totes les fortaleses de la regió per evitar que Zengi tingués cap punt de suport en la lluita, però finalment fou derrotat.
Nur al-Din Mahmud d'Alep (1146-1174) va ocupar Nisibin el 1171 sense lluita i va tractar sense contemplacions als cristians nestorians; tots els edificis d'aquests foren destruïts, els seus béns foren saquejats i un miler dels seus llibres i escrits foren cremats. A la seva mort (1174) el seu cosí Saif al-Din Ghazi II de Mossul (1170-1180) se'n va apoderar. El 1182 es va sotmetre a Saladí que a l'any següent (1183) la va entregar (juntament amb Sindjar i altres viles menors) a Imad al-Din Zengi II d'Alep (1181-1183) a canvi d'Alep. Hi va governar com emir fins a la seva mort el 1198; el 1187 hi va haver a la regió combats entre kurds i turcmans. A la mort de Zengi II el va succeir el seu fill Kutb al-Din al qual li va arrabassar Nur al-Din Arslan Shah I de Mossul (1193-1211) però l'exèrcit d'aquest fou delmat per una epidèmia i la va abandonar, retornant Kutb al-Din. Un temps després Nur al-Din Arslan Shah I va assetjar la ciutat (1203/1204) però va haver d'aixecar el setge aviat. El 1209/1210 al-Adil I la va arrabassar a Kutb al-Din. Va ser confiada a l'aiubita Malik al-Ashraf Musa, senyor del Diyar Bakr (1200-1229) amb seu a Urfa.
Hulagu va ocupar Nasibin, Urfa i Haran el 1259. Segons Barhebraeus, el 26 d'abril de 1282 va morir enverinat a Djazirat Ibn Umar el kan mogol Mangu Timur quan es disposava a sortir cap a Nisibin. Tamerlà va passar per la zona per nar contra el Tur Abdin, i els habitants de Nisibin es van amagar a les coves, però foren asfixiats amb fum. El 1403 la ciutat fou assolada pels kurds hasanaye.

### Edat moderna i contemporània
Va caure en mans dels otomans el 1515 i fou capital d'un sandjak del pashalik d'Amida, però després fou agregada al sandjak de Mardin del pashalik de Bagdad. Al segle xx tenia importància perquè era estació del ferrocarril Istanbul-Alep-Bagdad. Sota la república de Turquia fou convertida en capital d'un Ilçe de la província de Mardin. La seva població el 1970 era de 13.941 habitants i el districte de 43.309 habitants.